# Montcalm (circonscription fédérale)
Pour l’article homonyme, voir Montcalm.
Circonscription électorale fédérale du Canada
Montcalm est une circonscription électorale fédérale canadienne située au Québec. Initialement créée en 1867 puis abolie en 1914, elle réapparaît en 2003. La circonscription est représentée à la Chambre des communes du Canada par Luc Thériault (Bloc québécois) depuis les élections fédérales de 2015.

## Géographie
La circonscription se trouve dans le nord-est de la grande région montréalaise dans la région québécoise de Lanaudière. Elle est constituée de la MRC de Montcalm, ainsi que la ville de Mascouche, située dans la MRC Les Moulins.
La circonscription comprend:
- La ville de Mascouche
- Les municipalités de Saint-Calixte, Sainte-Julienne, Saint-Lin–Laurentides, Saint-Esprit, Saint-Roch-Ouest, Saint-Roch-de-l'Achigan, Saint-Alexis, Saint-Jacques et Sainte-Marie-Salomé
- La municipalité de paroisse de Saint-Liguori

Les circonscriptions limitrophes sont Joliette, Repentigny, La Pointe-de-l'Île, Honoré-Mercier, Alfred-Pellan, Mirabel, Terrebonne et Rivière-du-Nord.

## Historique
C'est l'Acte de l'Amérique du Nord britannique qui créa la circonscription de Montcalm. Abolie en 1914, elle fut fusionnée à L'Assomption—Montcalm.
La circonscription fut recréée en 2003 avec des parties de Berthier—Montcalm, Repentigny et Terrebonne—Blainville.

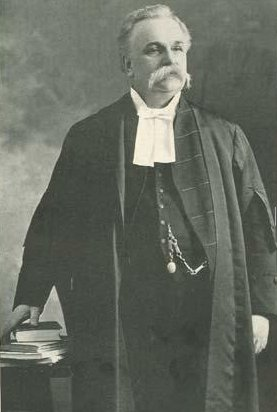
François Octave Dugas

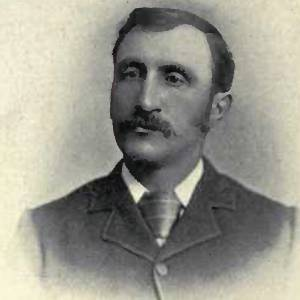
Louis Dugas

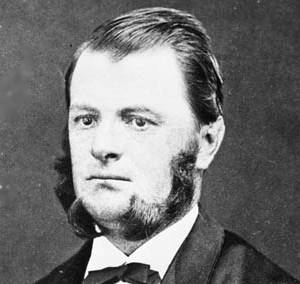
Firmin Dugas

## Liste des députés
| Législature                                                       | Années        | Député                     | Parti | Parti                                        |
| ----------------------------------------------------------------- | ------------- | -------------------------- | ----- | -------------------------------------------- |
| Montcalm                                                          |               |                            |       |                                              |
| 1re                                                               | 1867–1872     | Joseph Dufresne            |       | Conservateur                                 |
| 1re                                                               | 1871-1872     | Firmin Dugas               |       | Conservateur                                 |
| 2e                                                                | 1872–1874     | Firmin Dugas               |       | Conservateur                                 |
| 3e                                                                | 1874–1878     | Firmin Dugas               |       | Conservateur                                 |
| 4e                                                                | 1878–1882     | Firmin Dugas               |       | Conservateur                                 |
| 5e                                                                | 1882–1887     | Firmin Dugas               |       | Conservateur                                 |
| 6e                                                                | 1887–1891     | Olaüs Thérien              |       | Conservateur                                 |
| 7e                                                                | 1891–1892     | Joseph Louis Euclide Dugas |       | Conservateur                                 |
| 7e                                                                | 1892–1896     | Joseph Louis Euclide Dugas |       | Conservateur                                 |
| 8e                                                                | 1896–1900     | Joseph Louis Euclide Dugas |       | Conservateur                                 |
| 9e                                                                | 1900–1904     | François Octave Dugas      |       | Libéral                                      |
| 10e                                                               | 1904–1908     | François Octave Dugas      |       | Libéral                                      |
| 11e                                                               | 1908–1909     | François Octave Dugas      |       | Libéral                                      |
| 11e                                                               | 1909–1911     | David Arthur Lafortune     |       | Libéral indépendant                          |
| 12e                                                               | 1911–1917     | David Arthur Lafortune     |       | Libéral                                      |
| Fusionnée à L'Assomption—Montcalm                                 |               |                            |       |                                              |
| Recréée de Berthier—Montcalm, Repentigny et Terrebonne—Blainville |               |                            |       |                                              |
| 38e                                                               | 2004–2006     | Roger Gaudet               |       | Bloc québécois                               |
| 39e                                                               | 2006–2008     | Roger Gaudet               |       | Bloc québécois                               |
| 40e                                                               | 2008–2011     | Roger Gaudet               |       | Bloc québécois                               |
| 41e                                                               | 2011–2014     | Manon Perreault            |       | NPD                                          |
| 41e                                                               | 2014–2015     | Manon Perreault            |       | Indépendant                                  |
| 41e                                                               | 2015          | Manon Perreault            |       | Forces et Démocratie                         |
| 42e                                                               | 2015–2018     | Luc Thériault              |       | Bloc québécois                               |
| 42e                                                               | 2018          | Luc Thériault              |       | Groupe parlementaire québécois/Québec debout |
| 42e                                                               | 2018–2019     | Luc Thériault              |       | Bloc québécois                               |
| 43e                                                               | 2019–2021     | Luc Thériault              |       | Bloc québécois                               |
| 44e                                                               | 2021–2025     | Luc Thériault              |       | Bloc québécois                               |
| 45e                                                               | 2025–en cours | Luc Thériault              |       | Bloc québécois                               |